# ブレント・クツレのディスコグラフィー
ブレント・クツレのディスコグラフィー（Brent Kutzle discography）は、アメリカのミュージシャン、レコードプロデューサーのブレント・クツレ（ワン・リパブリック）のディスコグラフィー。

## 演奏者として

### OneRepublicでの活動
ブレントはアメリカのポップ・ロックバンド、ワン・リパブリックのメンバー。

#### アルバム
- ドリーミング・アウト・ラウド（2007）
- ウェーキング・アップ（2009）
- ネイティブ（2013）

#### シングル
- 「アポロジャイズ」
- 「ストップ・アンド・ステア」
- 「セイ（オール・アイ・ニード） 」
- "メルシー"
- 「カム・ホーム」
- 「オール・ザ・ライト・ムーブス」
- 「シークレット」
- 「マーチン・オン」
- 「グッド・ライフ」
- 「クリスマス・ウィザウト・ユー」
- 「フィール・アゲイン」
- 「イフ・アイ・ルーズ・マイセルフ」
- 「カウンティングスターズ」
- 「サムシング・アイニード」
- 「ラブ・ランズ・アウト」
- 「アイ・リブド」

## 作詞した作品
| ディスコグラフィー | ディスコグラフィー       | ディスコグラフィー             | ディスコグラフィー                             | ディスコグラフィー |
| 年                 | アーティスト             | アルバム                       | 歌                                             | 共著者 |
| ------------------ | ------------------------ | ------------------------------ | ---------------------------------------------- | --- |
| 2007               | ワン・リパブリック       | ドリーミング・アウト・ラウド   | 「セイ（オール・アイ・ニード）                 | ライアン・テダー、ドリュー・ブラウン、ザック・フィルキンス、エディ・フィッシャー                                                                                           |
| 2007               | ワン・リパブリック       | ドリーミング・アウト・ラウド   | "オール・フォール・ダウン"                     | ライアン・テダー、ドリュー・ブラウン、ザック・フィルキンス、エディ・フィッシャー                                                                                           |
| 2007               | ワン・リパブリック       | ドリーミング・アウト・ラウド   | 「ウォント・ストップ」                         | ライアン・テダー、ドリュー・ブラウン、ザック・フィルキンス、エディ・フィッシャー                                                                                           |
| 2009               | ワン・リパブリック       | ウェイキング・アップ           | "メイド・フォア・ユー"                         | ライアン・テダー |
| 2009               | ワン・リパブリック       | ウェイキング・アップ           | "エヴリバディ・ラブズ・ミー"                   | ライアン・テダー |
| 2009               | ワン・リパブリック       | ウェイキング・アップ           | "グッド・ライフ"                               | ライアン・テダー、ノエル・ザンカネッラ、エディ・フィッシャー |
| 2009               | ワン・リパブリック       | ウェイキング・アップ           | "オール・ディス・タイム"                       | ライアン・テダー |
| 2009               | ワン・リパブリック       | ウェイキング・アップ           | "ララバイ"                                     | ライアン・テダー |
| 2010               | テイマー・カプレリアン   | シナー・オア・セイント         | "シナー・オア・セイント"                       | ライアン・テダー、テイマー・カプレリアン |
| 2011               | ビッグ・タイム・ラッシュ | エレベート                     | 「ミュージック・サウンズ・ベター・ザン・ユー」 | ビッグタイムラッシュ、トーマバンガルター、ベンジャミンコーエン、ライアンテダー、エリックベリンジャー、フランクマスカー、ノエルザンカネッラ、アランケム、ドミニクブガッティ |
| 2011               | コブラ・スターシップ     | ナイトシェード                 | "＃ワンナイト（ワンナイト）"                   | ガベ・サポータ、イアン・テダー |
| 2011               | ハビエル・コロン         | カム・スルー・フォア・ユー     | "サウザント・ライツ"                           | ライアン・テダー、ノエル・ザンカネラ、レオナ・ルイス |
| 2012               | ケイ・ナーン             | カントリー、ゴッド・オアガール | "ベター"                                       | ノエル・ザンカネラ、ライアン・テダー、ケイナン・アブディ・ウォーセイム、クリス・マーティン、ウィル・チャンピオン、ジョニー・バックランド、ガイ・ベリーマン                 |
| 2012               | レオナ・ルイス           | グラスハート                   | "グラスハート"                                 | レオナ・ルイス、ライアン・テダー、ノエル・ザンカネッラ、ジャスティン・フランク、フィス・シュクレリ、ペーター・スヴェンソン                                                 |
| 2012               | B.o.B                    | ストレンジ・クラウズ           | "ソー・グッド"                                 | ボビー・シモンズ、ライアン・テダー |
| 2013               | ワン・リパブリック       | ネイティブ                     | "イフ・アイ・ルーズ・マイセルフ"               | ベンジャミン・レヴィン、ライアン・テダー、ザック・フィルキンス |
| 2013               | ワン・リパブリック       | ネイティブ                     | "フィール・アゲイン"                           | ライアン・テダー、ドリュー・ブラウン、ノエル・ザンカネラ |
| 2013               | ワン・リパブリック       | ネイティブ                     | "ホワット・ユー・ウォンテッド"                 | ライアン・テダー |
| 2013               | ワン・リパブリック       | ネイティブ                     | "ライトイットアップ"                           | ライアン・テダー |
| 2013               | ワン・リパブリック       | ネイティブ                     | "Au・リボワー"                                 | ライアン・テダー |
| 2013               | ワン・リパブリック       | ネイティブ                     | "バーニング・ブリッジズ"                       | ライアン・テダー |
| 2013               | ワン・リパブリック       | ネイティブ                     | "プリーチャー"                                 | ライアン・テダー |
| 2013               | ワン・リパブリック       | ネイティブ                     | "ドント・ルック・ダウン"                       | ライアン・テダー |
| 2013               | エリー・ゴールディング   | ハルシオン                     | "バーン"                                       | エリー・ゴールディング、グレッグ・カースティン、ノエル・ザンカネッラ、ライアン・テダー                                                                                     |
| 2013               | クリスティーナ・アギレラ | ハンガーゲーム：火をつける     | "ウィー・リメイン"                             | ライアン・テダー、ミッキー・エッコ |
| 2014               | ワン・リパブリック       | ネイティブ（再リリース）       | "ラブ・ランズ・アウト"                         | ライアン・テダー、ドリュー・ブラウン、ザック・フィルキンス、エディ・フィッシャー                                                                                           |
| 2018               | スウィッチフット         | ネイティブ・タン               | "ネイティブ・タン"                             | ジョン・フォアマン、ティム・フォアマン |

## 制作した作品
| ディスコグラフィー | ディスコグラフィー     | ディスコグラフィー           | ディスコグラフィー               | ディスコグラフィー                                                               |
| 年                 | アーティスト           | アルバム                     | 歌                               | との共同制作                                                                     |
| ------------------ | ---------------------- | ---------------------------- | -------------------------------- | -------------------------------------------------------------------------------- |
| 2007               | ワン・リパブリック     | ドリーミング・アウト・ラウド | "セイ（オール・アイ・ニード）"   | ライアン・テダー、ドリュー・ブラウン、ザック・フィルキンス、エディ・フィッシャー |
| 2007               | ワン・リパブリック     | ドリーミング・アウト・ラウド | "オールフォールダウン"           | ドリュー・ブラウン、ザック・フィルキンス、エディ・フィッシャー、ライアン・テダー |
| 2007               | ワン・リパブリック     | ドリーミング・アウト・ラウド | "ウォント・ストップ"             | ドリュー・ブラウン、ザック・フィルキンス、エディ・フィッシャー、ライアン・テダー |
| 2009               | ワン・リパブリック     | ウェイキング・アップ         | "メイド・フォア・ユー"           | ライアン・テダー                                                                 |
| 2009               | ワン・リパブリック     | ウェイキング・アップ         | "オールザ・ライト・ムーブス"     | ライアン・テダー、アンドリュー・ピケット                                         |
| 2009               | ワン・リパブリック     | ウェイキング・アップ         | "エヴリバディ・ラブズ・ミー"     | ライアン・テダー、アンドリュー・ピケット                                         |
| 2009               | ワン・リパブリック     | ウェイキング・アップ         | "グッドライフ"                   | ライアン・テダー、ノエル・ザンカネラ                                             |
| 2009               | ワン・リパブリック     | ウェイキング・アップ         | "オールディスタイム"             | ライアン・テダー                                                                 |
| 2009               | ワン・リパブリック     | ウェイキング・アップ         | "ララバイ"                       | ライアン・テダー、アンドリュー・ピケット                                         |
| 2009               | レオナルイス           | エコー                       | "ロスト・ゼン・ファウンド"       | ライアン・テダー、ノエル・ザンカネッラ、ダン・ムカラ                             |
| 2010               | テイマー・カプレリアン | シナー・オア・ア・セイント   | "シナー・オア・ア・セイント"     | ライアン・テダー                                                                 |
| 2011               | コブラスターシップ     | ナイトシェード               | "＃ワンナイト（ワンナイト）"     | ライアン・テダー                                                                 |
| 2011               | ビヨンセ               | 4                            | "アイ・ワズ・ヒア"               | ライアン・テダー、ビヨンセ・ノウルズ、クック・ハレル                             |
| 2012               | レオナルイス           | グラスハート                 | "グラスハート"                   | ライアン・テダー、ノエル・ザンカネッラ、DJフランク・E、ィス・シュクレリ          |
| 2013               | ワン・リパブリック     | ネイティブ                   | "イフ・アイ・ルーズ・マイセルフ" | ベンジャミン・レヴィン、ライアン・テダー                                         |
| 2013               | ワン・リパブリック     | ネイティブ                   | "フィール・アゲイン"             | ライアン・テダー、ノエル・ザンカネッラ、ドリュー・ブラウン                       |
| 2013               | ワン・リパブリック     | ネイティブ                   | "ホワット・ユー・ウォンテッド"   | ライアン・テダー                                                                 |
| 2013               | ワン・リパブリック     | ネイティブ                   | "ライトイットアップ"             | ライアン・テダー                                                                 |
| 2013               | ワン・リパブリック     | ネイティブ                   | "バーニング・ブリッジズ"         | ライアン・テダー、ノエル・ザンカネッラ、ズダール、ブームバス                     |
| 2013               | ワン・リパブリック     | ネイティブ                   | "プリーチャー"                   | ライアン・テダー                                                                 |
| 2014               | モナーク               | アポロEP                     | "ステイ"                         | ブレナン・ストローン、ブライアン・ウィレット、ジョエル・プロトニック             |
| 2014               | モナーク               | アポロEP                     | "スノウ・ホワイト"               | ブレナン・ストローン、ブライアン・ウィレット、ジョエル・プロトニック             |